# Ukraine au Concours Eurovision de la chanson
L'Ukraine participe au Concours Eurovision de la chanson, depuis sa quarante-huitième édition, en 2003, et l'a remporté à trois reprises, en 2004, en 2016 et en 2022.

## Débuts
En 2003, seuls vingt-cinq pays doivent initialement participer au concours. Mais l'UER décide d'ouvrir une place supplémentaire et de l'offrir à l’Ukraine, qui peut ainsi faire ses débuts. Vingt-six pays participent donc à la finale du quarante-huitième concours, ce qui constitue un record à l'époque.

## Participation
Depuis l'instauration des demi-finales, en 2004, l'Ukraine n'a manqué aucune finale du concours, parvenant à se qualifier à chaque fois, soit en passant par les demi-finales, soit grâce au résultat de l'année précédente.
Le pays participe donc depuis 2003 mais manque deux éditions du concours : en 2015, l'Ukraine décide de se retirer pour des raisons financières et politiques, à la suite de l'attaque de la Russie dans le Donbass , et en 2019, également pour des raisons politiques.

## Résultats
L'Ukraine est le premier pays d'Europe de l'Est et de l'ex Union soviétique à gagner le concours à trois reprises.
La première victoire intervient dès la seconde participation du pays, en 2004, avec la chanson Wild Dances, interprétée par Ruslana. Dans les mois précédant le concours, Ruslana entreprend une vaste tournée promotionnelle en visitant de nombreux pays européens, ce qui a un impact certain sur sa victoire. Durant les répétitions, ses danseurs et elle endommagent le plancher de la scène. Ils fêlent certains écrans LED qui doivent alors être remplacés. Par la suite, Ruslana deviend une héroïne de la révolution orange ukrainienne et un soutien important du président Viktor Iouchtchenko.
La seconde victoire de l'Ukraine est obtenue en 2016, avec la chanson 1944, interprétée par Jamala. La chanteuse a écrit et composé elle-même son morceau et y évoque sa grand-mère, une Tatare de Crimée ayant été déportée sur ordre de Staline durant la Seconde Guerre mondiale.
Enfin, c'est en 2022 que l'Ukraine s'impose pour la troisième fois, avec la chanson Stefania interprétée par Kalush Orchestra. Par la même occasion, le pays réalise alors le deuxième meilleur score depuis le nouveau système de vote mis en place depuis 2016, avec un score de 631 points. Cette victoire se déroule durant l'invasion militaire du pays par la Russie. Cette dernière est exclue du concours et l'Ukraine devient archi-favorite des bookmakers dès le mois de mars,.
L'Ukraine remporte en outre deux demi-finales, en 2008 et en 2022. Le pays termine également à six reprises à la deuxième place : en finale en 2007 et 2008 ; en demi-finale, en 2004, 2016, 2021 et 2024. Il termine à trois reprises à la troisième place : en demi-finale puis en finale en 2013, ainsi qu'en finale en 2024. À ce jour, l'Ukraine n'a jamais terminé à la dernière place, ni obtenu de nul point.

## Pays hôte
L'Ukraine a organisé le concours à deux reprises : en 2005 et en 2017.
La première fois, en 2005, l’événement se déroule les jeudi 19 et samedi 21 mai 2005, au Palais des Sports de Kiev. Les présentateurs de la soirée sont Maria Efrosinina et Pavlo Chylko.
L’organisation rencontre un hiatus majeur : la révolution orange. En novembre 2004, des élections présidentielles sont organisées en Ukraine, à l’issue desquelles le candidat pro-russe Viktor Ianoukovytch est déclaré vainqueur. L’opposition libérale et pro-occidentale, menée par Viktor Iouchtchenko, réclame immédiatement l’annulation des résultats et de nouvelles élections, soupçonnant de nombreuses fraudes. Kiev est le théâtre d’incessantes manifestations jusqu’à ce que l’opposition obtienne gain de cause. Les nouvelles élections consacrent la victoire des libéraux et Viktor Iouchtchenko devient le nouveau président ukrainien. Mais durant ces épisodes, l’organisation du concours demeure au point mort. Le nouveau régime, une fois en place, met tout en œuvre pour rattraper le temps perdu et donner une image positive de l’Ukraine sur la scène internationale.
La seconde organisation en Ukraine a lieu en 2017. L'événement se déroule les mardi 9, jeudi 11 et samedi 13 mai 2017, au Centre d'exposition international de Kiev. Les présentateurs de la soirée furent Oleksandr Skitchko, Volodymyr Ostapchuk et Timur Miroshnychenko. Le télé-diffuseur national UA:PBC rencontre de nombreuses difficultés quant à la préparation du Concours, face à la démission de membres du comité d'organisation et au manque de moyens accordés par le gouvernement. Par ailleurs, la représentante russe Ioulia Samoïlova n'est pas autorisée à entrer sur le territoire ukrainien et malgré plusieurs négociations, elle ne participe pas au concours.
L'édition 2023 du concours, qui doit théoriquement se tenir en Ukraine après la victoire lors de l'édition 2022, se déroule à Liverpool au Royaume-Uni du fait de l'invasion militaire du pays par la Russie mais en rendant hommage à l'Ukraine, et coorganisé par la BBC ainsi que par le télédiffuseur ukrainien Suspilne.

## Faits notables
En 2005, Ensemble, nous sommes nombreux du groupe ukrainien GreenJolly, devient un hymne non officiel de la révolution orange.
En 2007, le représentant ukrainien est l’acteur travesti Verka Serduchka. L’artiste se fait particulièrement remarquer durant la semaine des répétitions par ses costumes extravagants et ses déclarations politiquement incorrectes. Donné favori pour la victoire, il termine finalement à la deuxième place.
En 2009, la représentante ukrainienne, Svetlana Loboda, veut faire de sa prestation un spectacle à grand budget. Elle opte pour des costumes spectaculaires et un décor composé de trois roues géantes. Il lui en coûte finalement 80 000 euros. Pour financer ce projet et obtenir un autre prêt de sa banque, elle doit renégocier l’hypothèque de son appartement de Kiev.
En 2010, la sélection ukrainienne connaît de nombreux rebondissements. Initialement, la télévision publique choisit le chanteur Vasyl Lazarovitch pour la représenter. À l’issue d’une première finale, la chanson I Love You l’emporte. Les responsables ukrainiens se ravisent cependant et décident d’organiser une nouvelle finale. Vasyl Lazarovitch y participe à nouveau avec I Love You, mais ne finit qu’à la septième place. La première place est cette fois décrochée par la chanteuse Alyosha et sa chanson To Be Free. Mais il apparaît que ce titre a déjà été publié en 2008 et qu’elle est en outre suspectée de plagiat. La télévision ukrainienne doit la disqualifier et en chercher une nouvelle, en toute hâte. C’est finalement Sweet People qui est retenue . Entre-temps, la date butoir du 22 mars 2010, fixée par l’UER pour la sélection des chansons, a été dépassée. La télévision publique ukrainienne se voit infliger une amende par le Groupe de Référence de l’Union.
En 2011, la sélection ukrainienne connaît à nouveau quelques rebondissements. Au terme de plusieurs épreuves de qualification, Mika Newton remporte la finale, avec sa chanson Angel. Mais ce résultat provoque de nombreuses réactions négatives dans la presse et l'opinion publique ukrainienne, beaucoup estimant que les résultats a été truqués en faveur de la chanteuse. La télévision publique ukrainienne décide alors d'organiser une nouvelle finale, avec les trois concurrentes arrivées en tête du vote : Mika Newton, Jamala et Zlata Ognevich. Ces deux dernières refusent la proposition et se retirent définitivement de la sélection. Les responsables ukrainiens font recompter les votes de la finale, qui donnent le même résultat. Mika Newton est donc confirmée comme représentante nationale. Pour sa prestation, elle se fait accompagner par Kseniya Simonova, gagnante de la première édition de Ukraine's Got Talent. Simonova crée, au moyen de sable fin, des figures éphémères qui sont projetées en arrière-fond.
Deux victoires du pays sont remportées avec des chansons écrites dans deux langues différentes. Les paroles de Wild Dances sont en anglais et en ukrainien ; 1944, en anglais et en tatar de Crimée. Cela fait de l'Ukraine la nation ayant remporté le concours avec le plus de langues différentes, s'établissant actuellement au record de trois. Il faut également noter qu'à chaque fois que le pays a organisé le concours, la victoire est remportée par un pays ne l'ayant jamais gagné auparavant : la Grèce en 2005 et le Portugal en 2017.
Deux jours après avoir remporté la finale de l'émission de sélection Vidbir le 23 février 2019, la chanteuse Maruv révèle dans un message posté sur Facebook les détails du contrat du diffuseur ukrainien UA:PBC pour assurer sa participation à l'Eurovision. Ce contrat stipule entre autres que la chanteuse ne doit pas parler aux journalistes sans l'accord de la chaîne, ce que Maruv qualifie dans sa publication de « violation à la liberté d'expression et aux droits de l'Homme », ou encore qu'elle doit annuler ses concerts prévus en Russie. En effet, la chanteuse a souvent été critiquée à cause de ses nombreux concerts en Russie, pays en guerre avec l'Ukraine, ce qui lui a même valu une question de la jurée Jamala lors de la finale de Vidbir, qui lui a demandé si elle pensait que la Crimée appartenait à l'Ukraine, question à laquelle Maruv a répondu par l'affirmative. Finalement, le 27 février 2019, il est annoncé que l'Ukraine se retire du concours pour cette année, faute de candidats. En effet, le diffuseur propose à Freedom Jazz et Kazka, artistes arrivés respectivement en 2e et 3e position de l'émission Vidbir 2019 de participer, mais ceux-ci refusent,.
Le 12 février 2022, la sélection ukrainienne est remportée par Alina Pash et sa chanson Shadows of Forgotten Ancestors. Le 14 février, il est révélé qu'Alina Pash s'est rendue en Crimée en 2015, territoire annexé par la Russie. Ses documents de voyage sont alors vérifiés puis finalement déclarés valides avant que l’activiste et blogueur Serhii Sternenko ne prétende que lesdits documents ont été falsifiés. À la suite de ces allégations, le diffuseur ukrainien décide de demander au service national des gardes-frontières d'Ukraine (SNGU) de vérifier l'authenticité des documents d'Alina Pash. Il précise qu'Alina Pash ne sera pas officiellement désignée représentante du pays tant que les documents ne seront pas authentifiés. Après le retrait d'Alina Pash, Suspilne offre au groupe Kalush Orchestra, arrivé 2e lors de la sélection, la possibilité de représenter l'Ukraine. Le groupe accepte finalement la proposition le 22 février 2022,.

## Représentants
| Édition          | Année | Artiste(s)                 | Chanson                             | Langue(s)                           | Traduction française                   | Finale                                                 | Finale                                                 | Demi-finale                                            | Demi-finale                                            |
| Édition          | Année | Artiste(s)                 | Chanson                             | Langue(s)                           | Traduction française                   | Place                                                  | Points                                                 | Place                                                  | Points                                                 |
| ---------------- | ----- | -------------------------- | ----------------------------------- | ----------------------------------- | -------------------------------------- | ------------------------------------------------------ | ------------------------------------------------------ | ------------------------------------------------------ | ------------------------------------------------------ |
| 48e              | 2003  | Olexandr Ponomariov        | Hasta la vista                      | Anglais                             | Au revoir                              | 14                                                     | 30                                                     | -                                                      | -                                                      |
| 49e              | 2004  | Ruslana                    | Wild Dances                         | Anglais, ukrainien                  | Danses sauvages                        | 01                                                     | 280                                                    | 02                                                     | 256                                                    |
| 50e              | 2005  | GreenJolly                 | Razom nas bahato (Разом нас багато) | Ukrainien, anglais                  | Ensemble, nous sommes nombreux         | 20                                                     | 30                                                     |                                                        |                                                        |
| 51e              | 2006  | Tina Karol                 | Show Me Your Love                   | Anglais                             | Montre-moi ton amour                   | 07                                                     | 145                                                    | 07                                                     | 146                                                    |
| 52e              | 2007  | Verka Serduchka            | Dancing Lasha Tumbai                | Ukrainien, allemand, russe, anglais | En dansant le lasha tumbai             | 02                                                     | 235                                                    |                                                        |                                                        |
| 53e              | 2008  | Ani Lorak                  | Shady Lady                          | Anglais                             | Femme farouche                         | 02                                                     | 230                                                    | 01                                                     | 152                                                    |
| 54e              | 2009  | Svetlana Loboda            | Be My Valentine! (Anti-Crisis Girl) | Anglais                             | Sois mon Valentin ! (Fille anti-crise) | 12                                                     | 76                                                     | 06                                                     | 80                                                     |
| 55e              | 2010  | Alyosha                    | Sweet People                        | Anglais                             | Douces personnes                       | 10                                                     | 108                                                    | 07                                                     | 77                                                     |
| 56e              | 2011  | Mika Newton                | Angel                               | Anglais                             | Ange                                   | 04                                                     | 159                                                    | 06                                                     | 81                                                     |
| 57e              | 2012  | Gaitana                    | Be My Guest                         | Anglais                             | Soyez mes invités                      | 15                                                     | 65                                                     | 08                                                     | 64                                                     |
| 58e              | 2013  | Zlata Ognévitch            | Gravity                             | Anglais                             | Gravité                                | 03                                                     | 214                                                    | 03                                                     | 140                                                    |
| 59e              | 2014  | Mariya Yaremtchouk         | Tick Tock                           | Anglais                             | Tic Tac                                | 06                                                     | 113                                                    | 05                                                     | 118                                                    |
| Retrait en 2015. |       |                            |                                     |                                     |                                        |                                                        |                                                        |                                                        |                                                        |
| 61e              | 2016  | Jamala                     | 1944                                | Anglais, tatar de Crimée            | -                                      | 01                                                     | 534                                                    | 02                                                     | 287                                                    |
| 62e              | 2017  | O.Torvald                  | Time                                | Anglais                             | Temps                                  | 24                                                     | 36                                                     |                                                        |                                                        |
| 63e              | 2018  | MELOVIN                    | Under the Ladder                    | Anglais                             | Sous l'échelle                         | 17                                                     | 130                                                    | 06                                                     | 179                                                    |
| 64e              | 2019  | Maruv                      | Siren Song                          | Anglais, allemand                   | Le chant de la sirène                  | Désistement.                                           | Désistement.                                           | Désistement.                                           | Désistement.                                           |
| 65e              | 2020  | Go_A                       | Solovey (Соловей)                   | Ukrainien                           | Rossignol                              | Concours annulé à la suite de la pandémie de Covid-19. | Concours annulé à la suite de la pandémie de Covid-19. | Concours annulé à la suite de la pandémie de Covid-19. | Concours annulé à la suite de la pandémie de Covid-19. |
| 65e              | 2021  | Go_A                       | Shum (ШУМ)                          | Ukrainien                           | Bruit                                  | 05                                                     | 364                                                    | 02                                                     | 267                                                    |
| 66e              | 2022  | Kalush Orchestra           | Stefania (Стефанія)                 | Ukrainien                           | -                                      | 01                                                     | 631                                                    | 01                                                     | 337                                                    |
| 67e              | 2023  | TVORCHI                    | Heart of Steel                      | Anglais, ukrainien                  | Cœur d'acier                           | 06                                                     | 243                                                    |                                                        |                                                        |
| 68e              | 2024  | alyona alyona & Jerry Heil | Teresa & Maria                      | Ukrainien, anglais                  | Teresa et Marie                        | 03                                                     | 453                                                    | 02                                                     | 173                                                    |
| 69e              | 2025  | Ziferblat                  | Bird of Pray                        | Ukrainien, anglais                  | Oiseau de prière                       | 09                                                     | 218                                                    | 01                                                     | 137                                                    |

- Première place
- Deuxième place
- Troisième place
- Dernière place
- Ukraine organisatrice

 Qualification automatique en finale
 Élimination en demi-finale

## Galerie

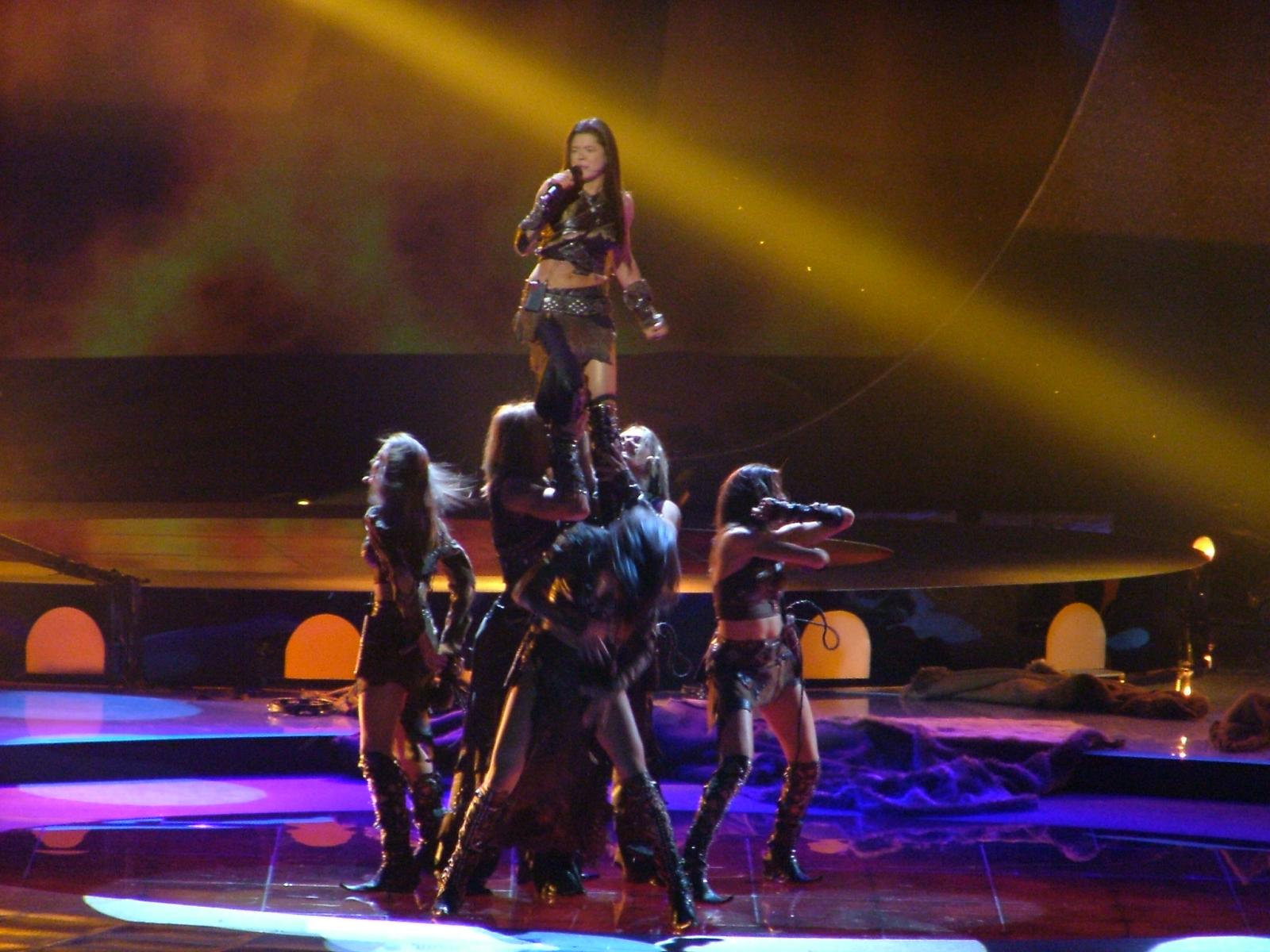
Ruslana à Istanbul (2004)
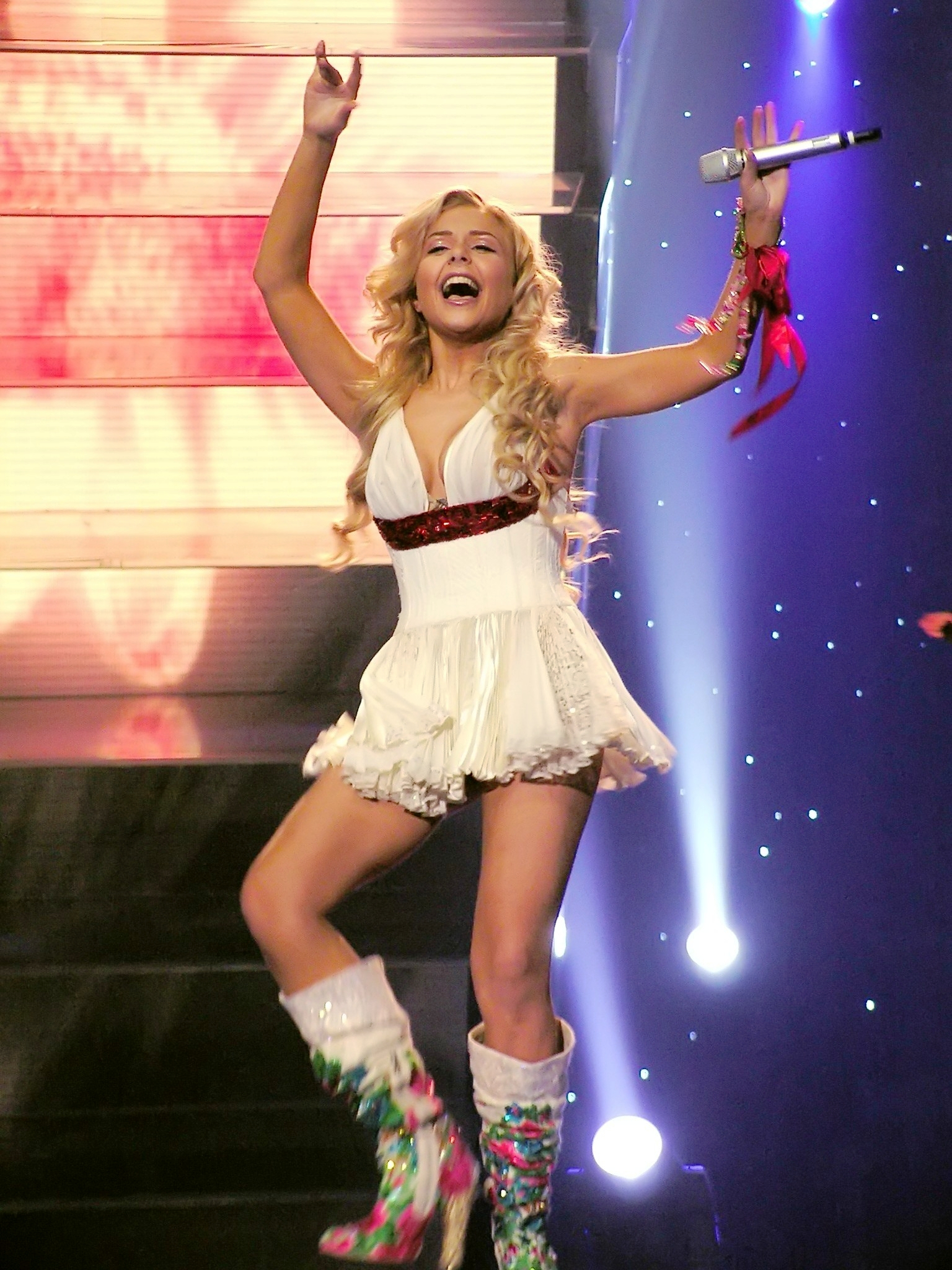
Tina Karol à Athènes (2006)
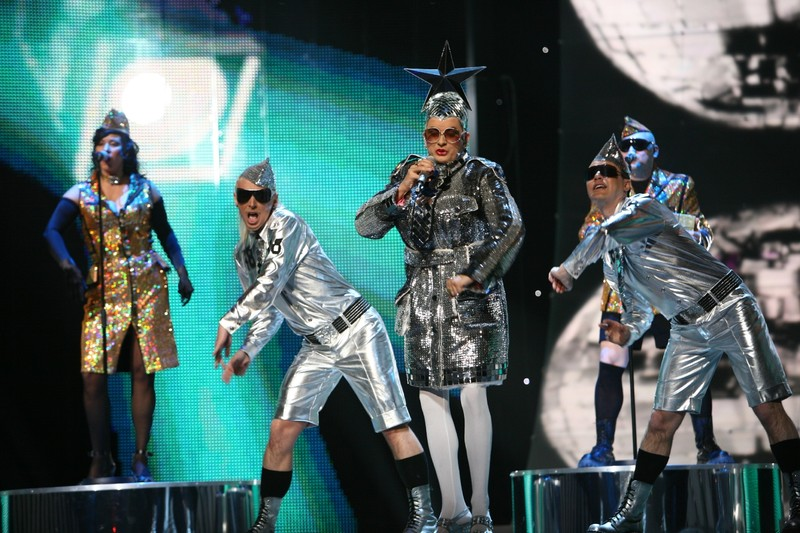
Verka Serduchka à Helsinki (2007)
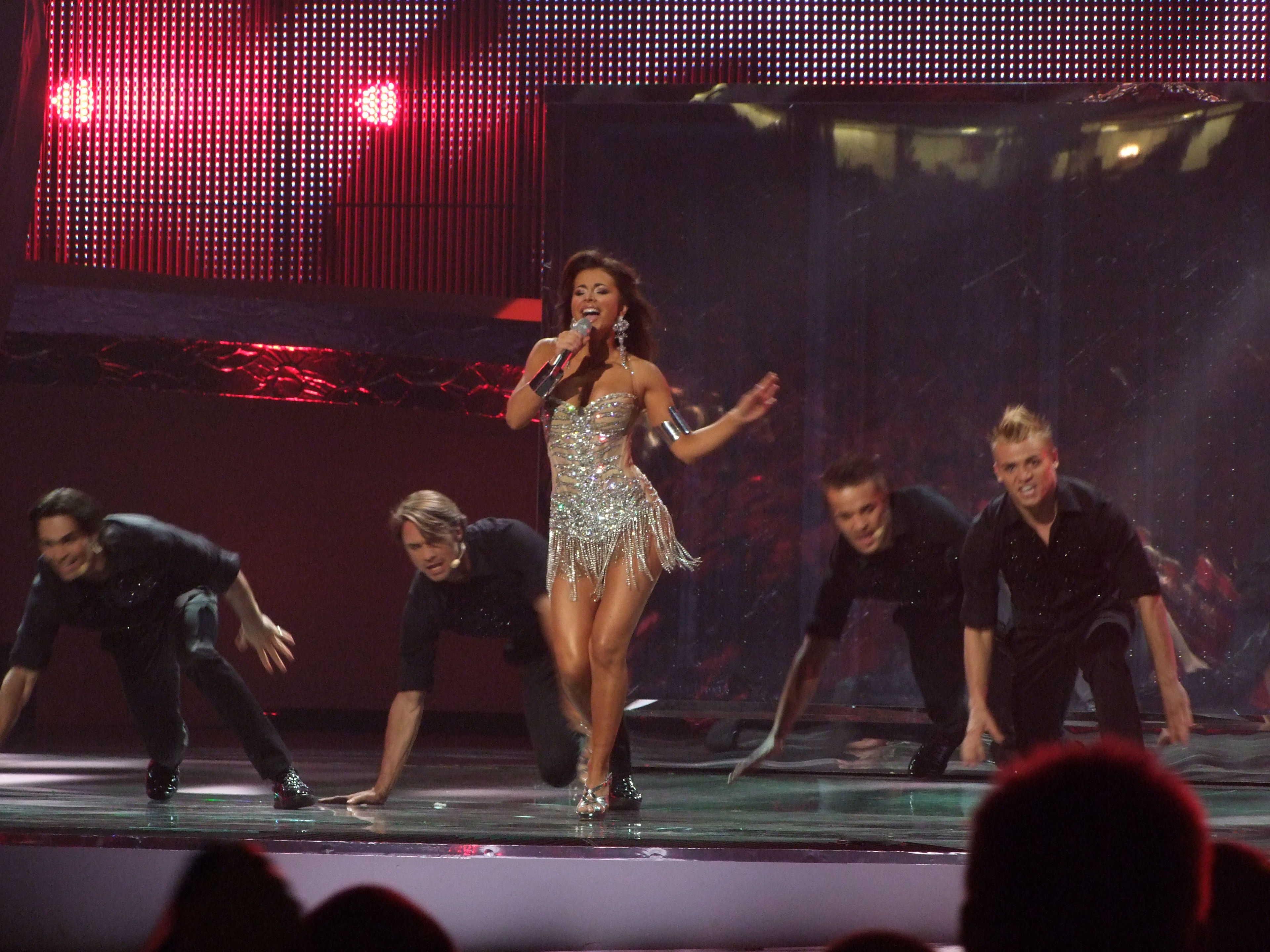
Ani Lorak à Belgrade (2008)
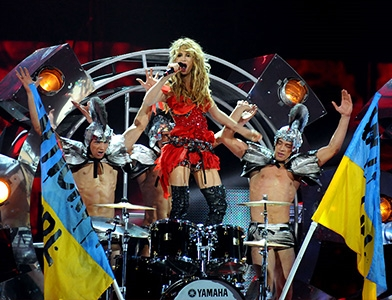
Svetlana Loboda à Moscou (2009)
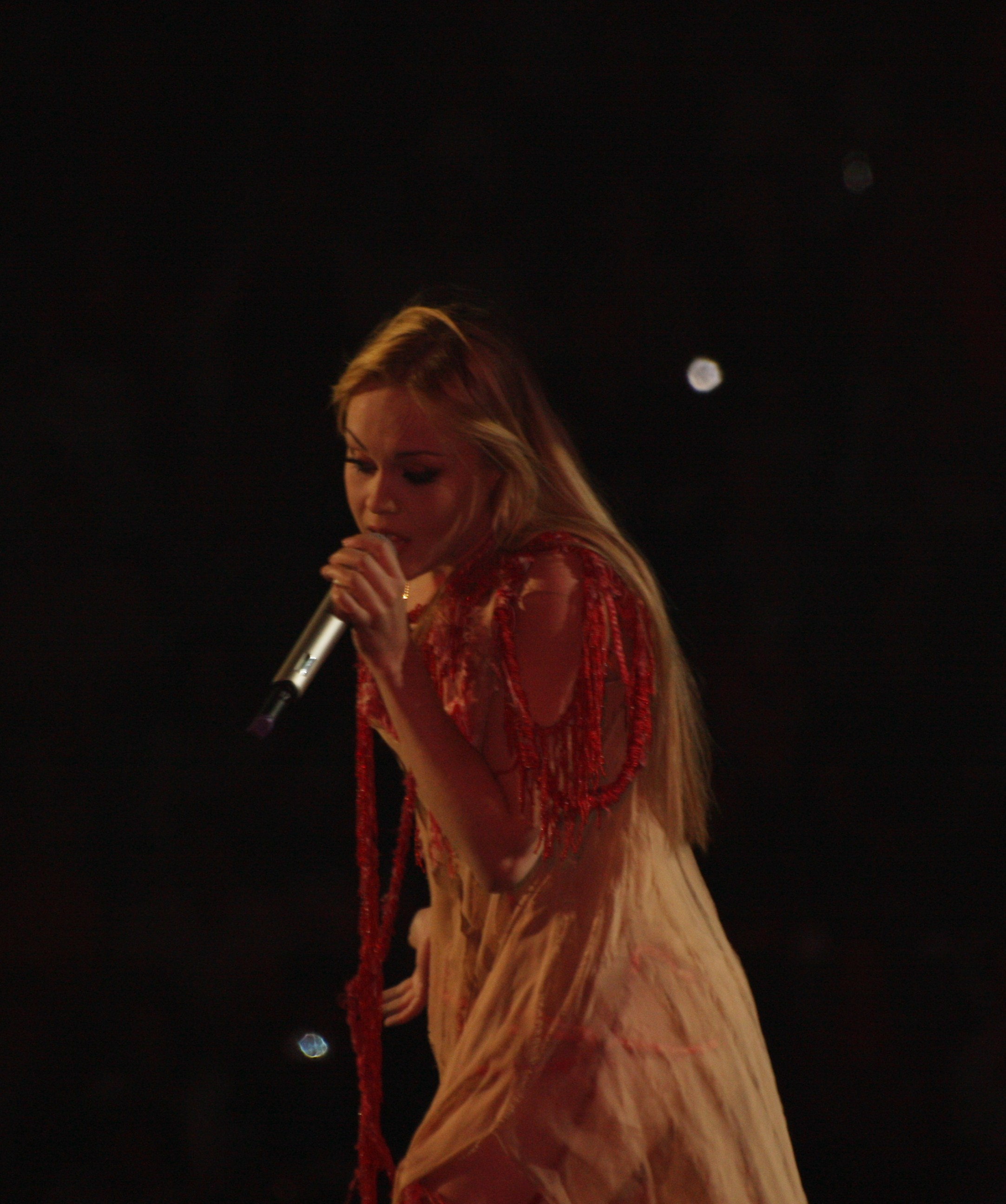
Alyosha à Oslo (2010)
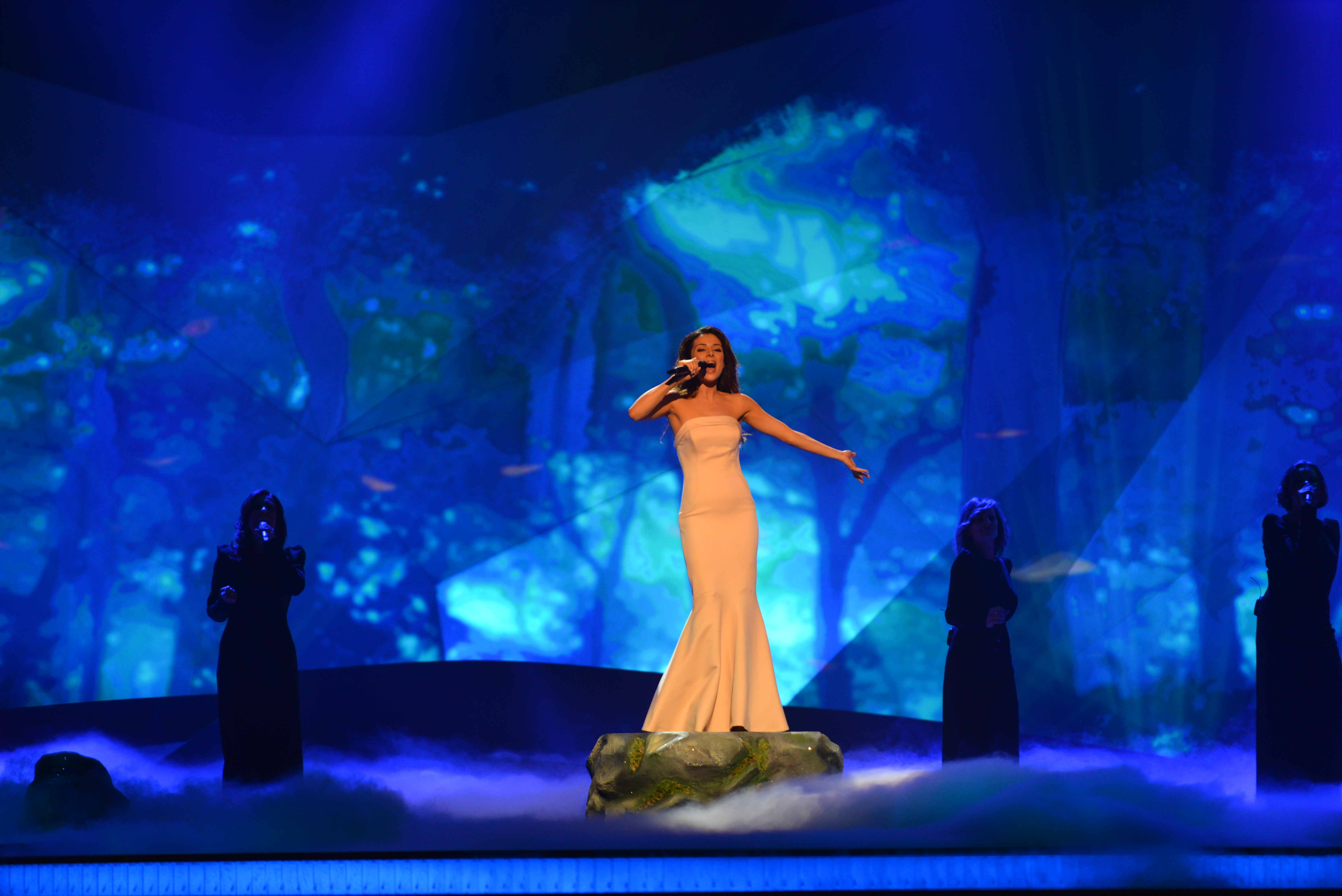
Zlata Ognevich à Malmö (2013)
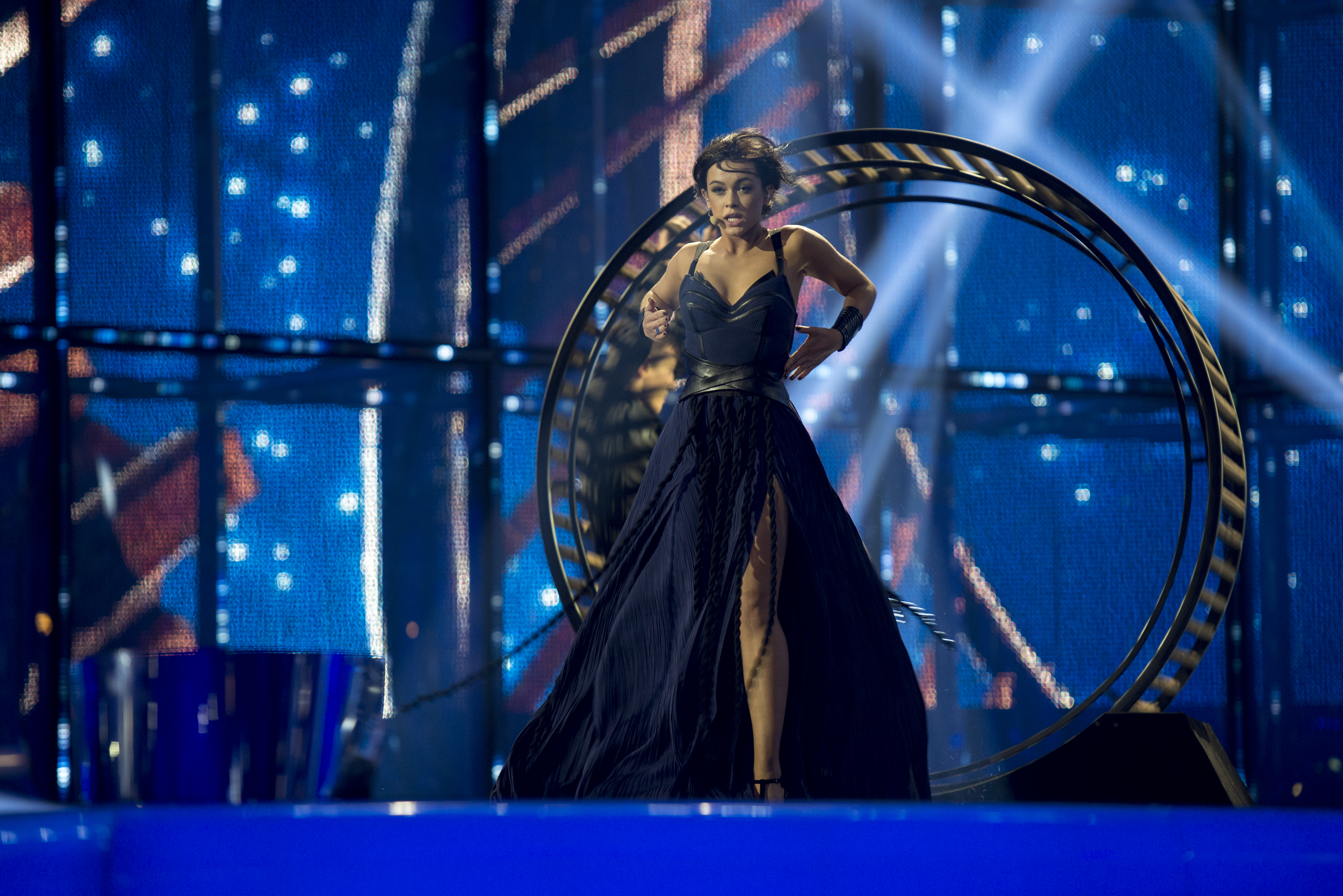
Mariya Yaremchuk à Copenhague (2014)
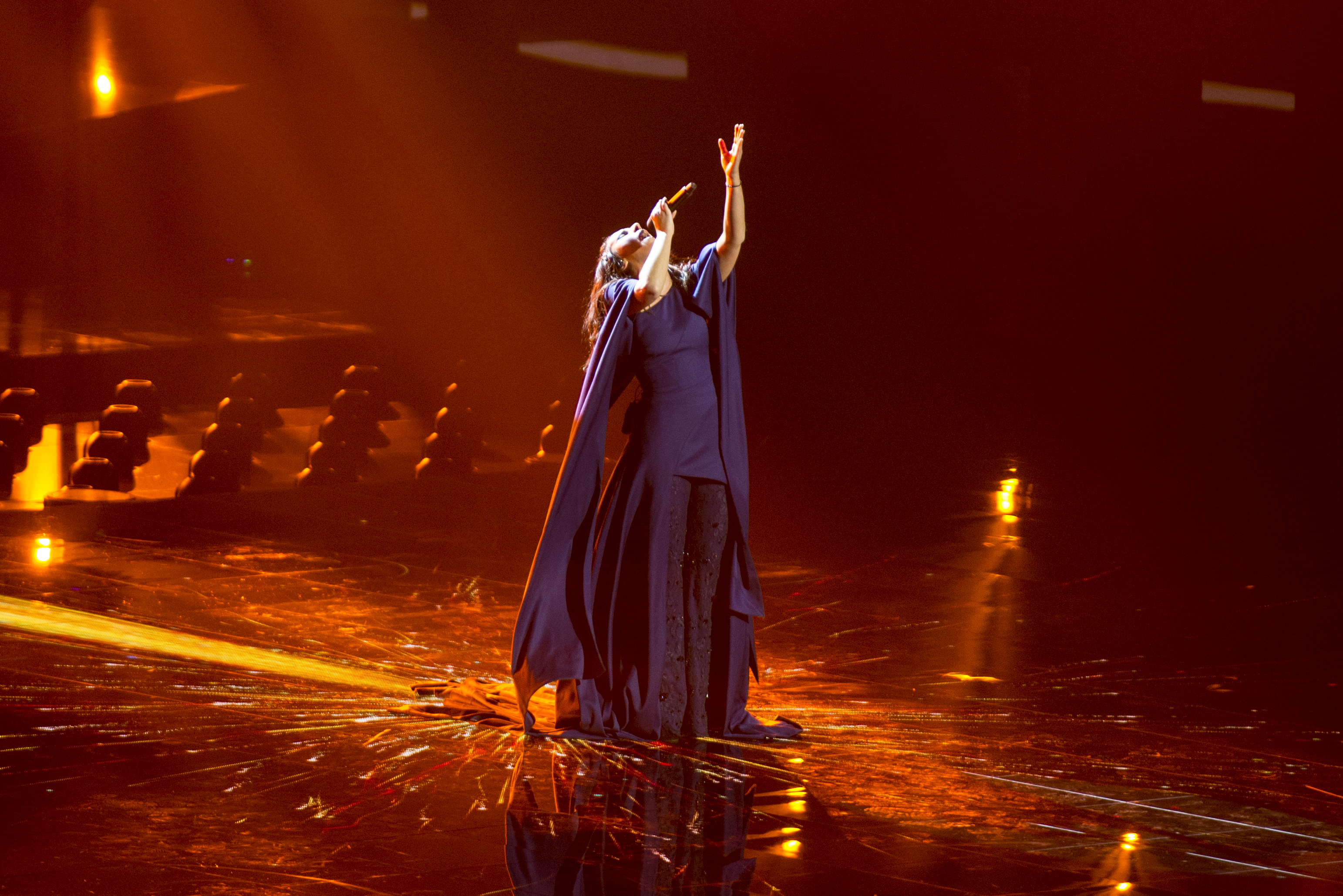
Jamala à Stockholm (2016)
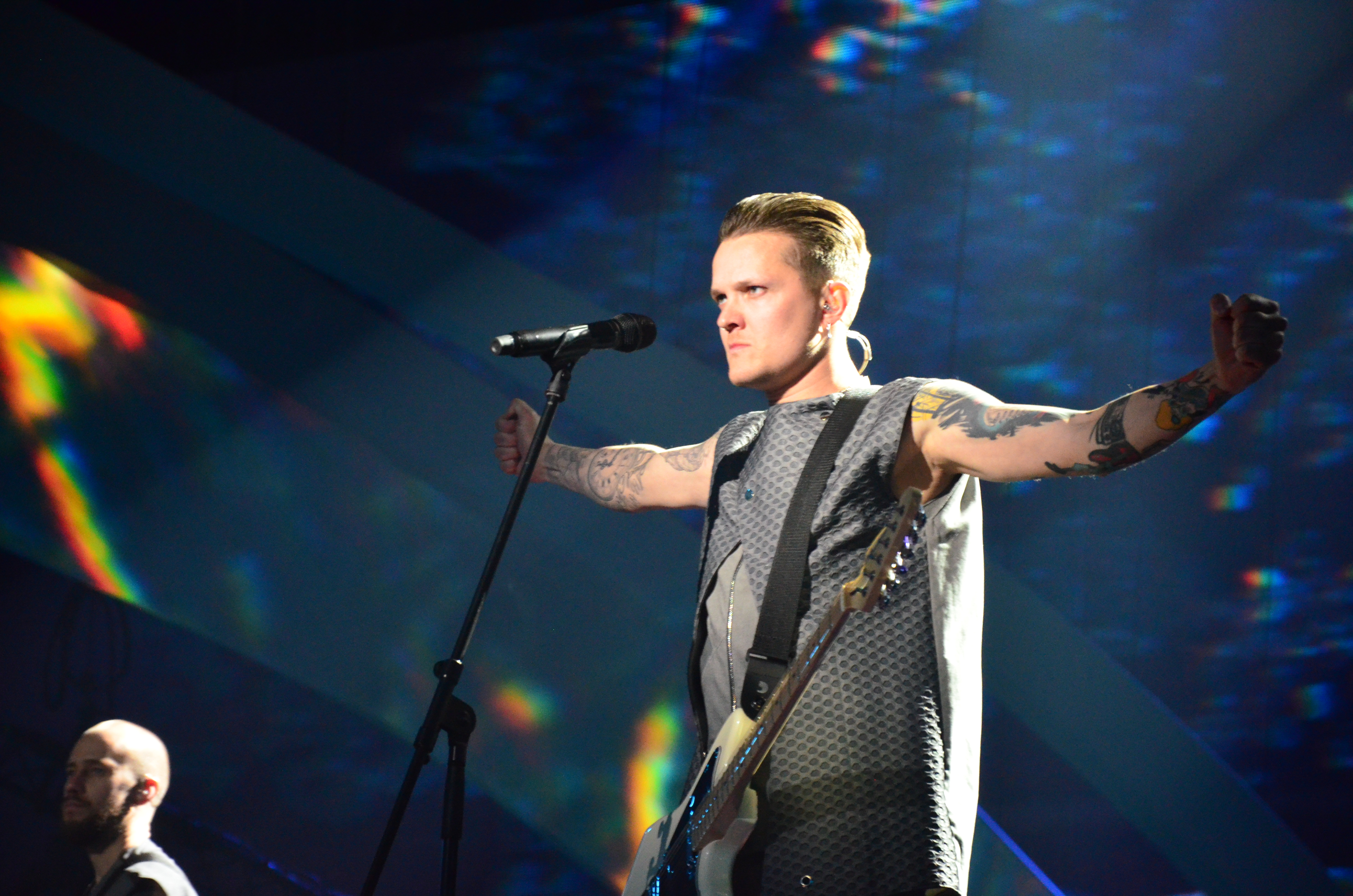
O.Torvald à Kiev (2017)
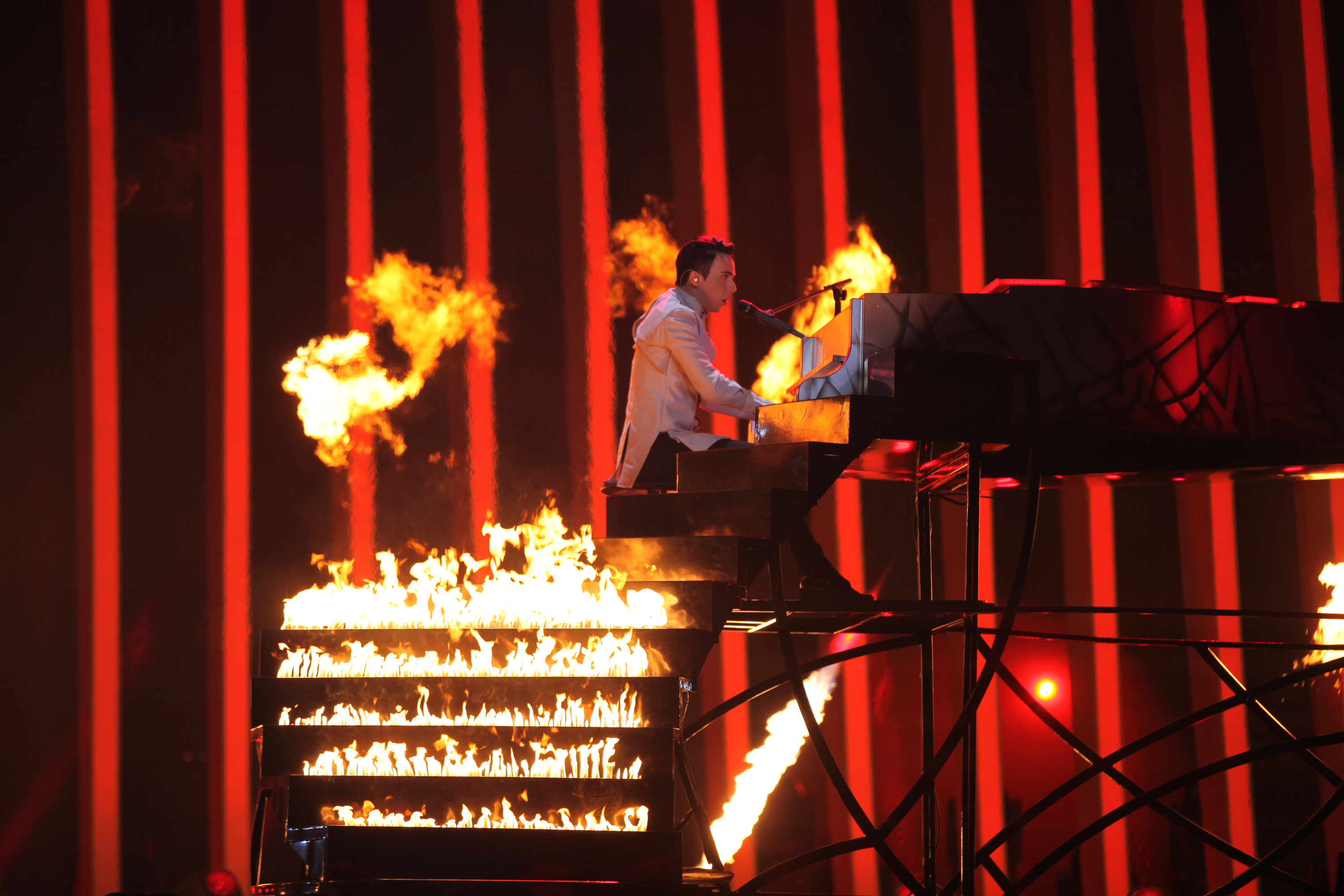
Mélovin à Lisbonne (2018)
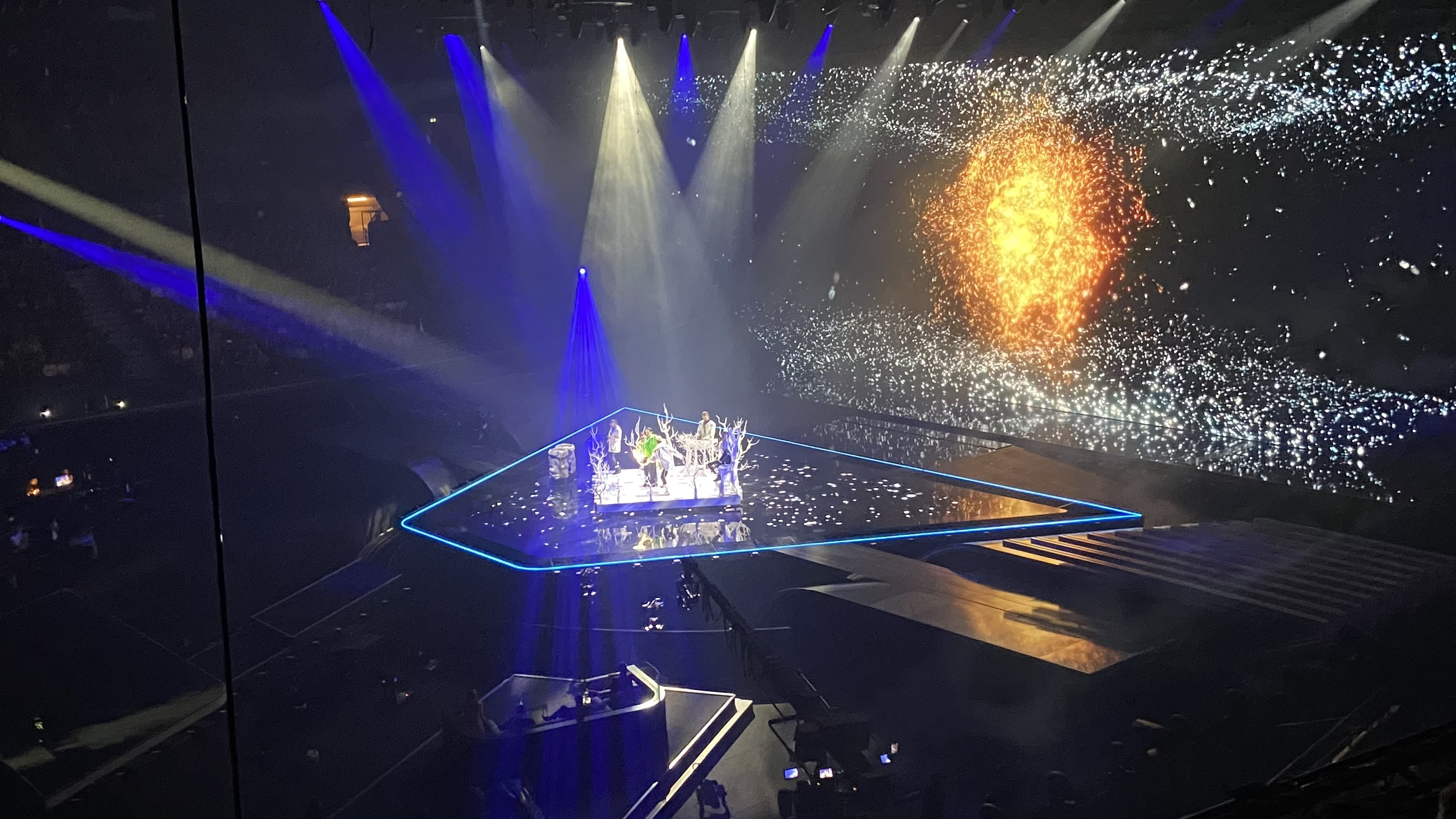
Shum à Rotterdam (2021)
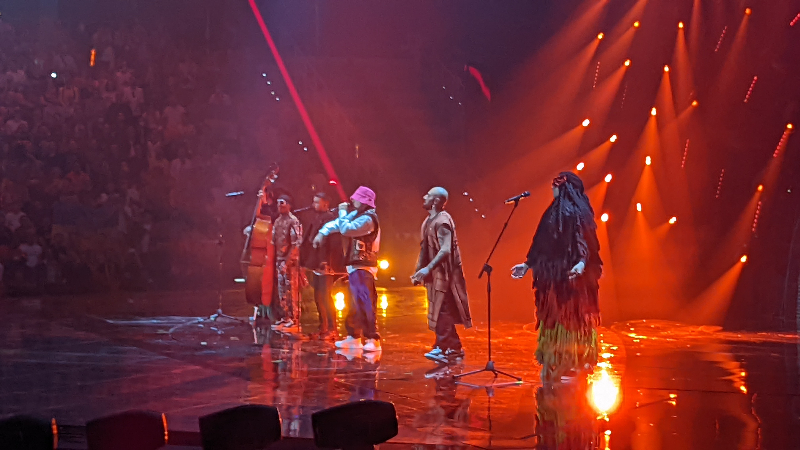
Kalush (groupe) à Turin (2022)
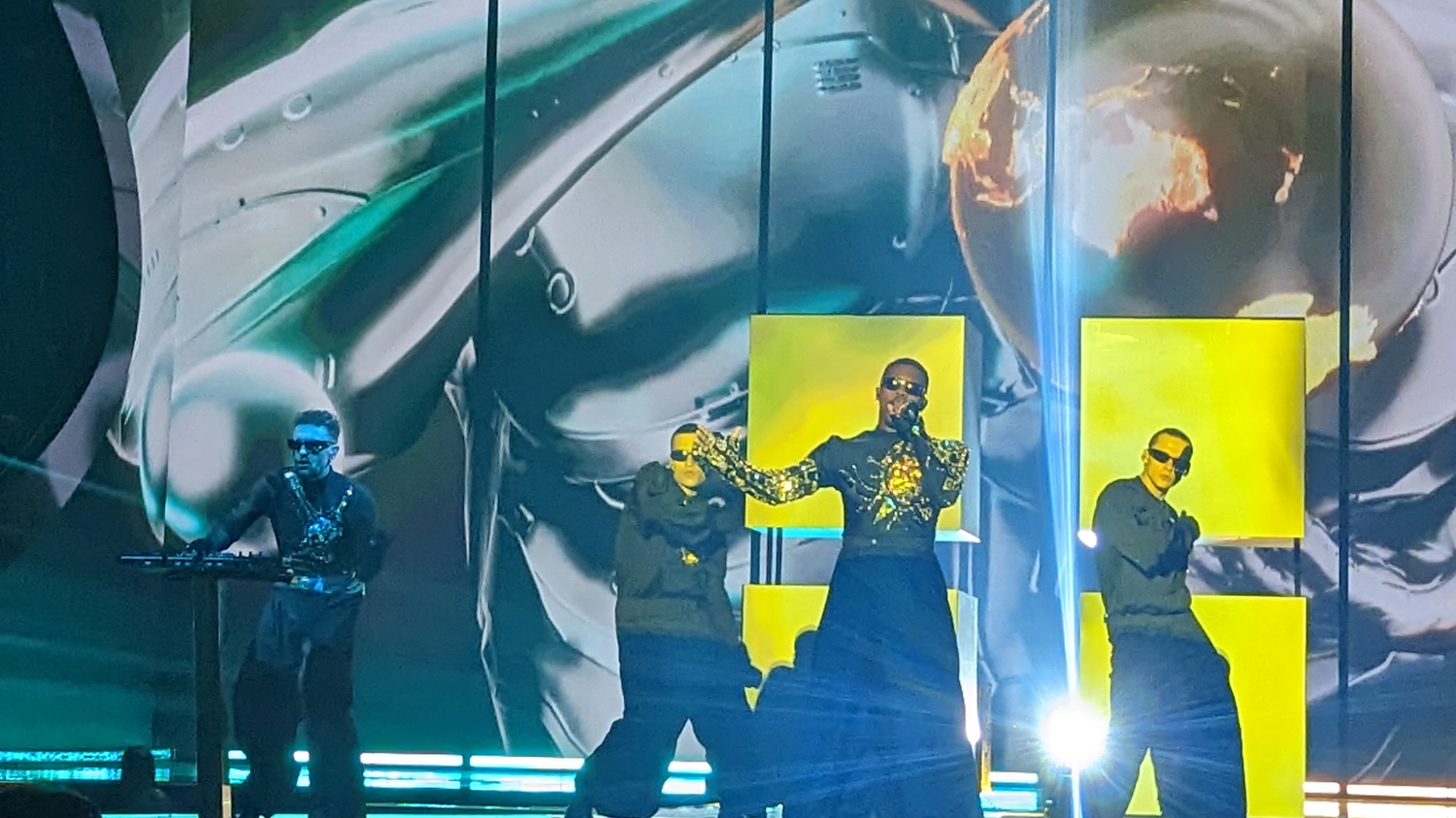
TVORCHI à Liverpool (2023)
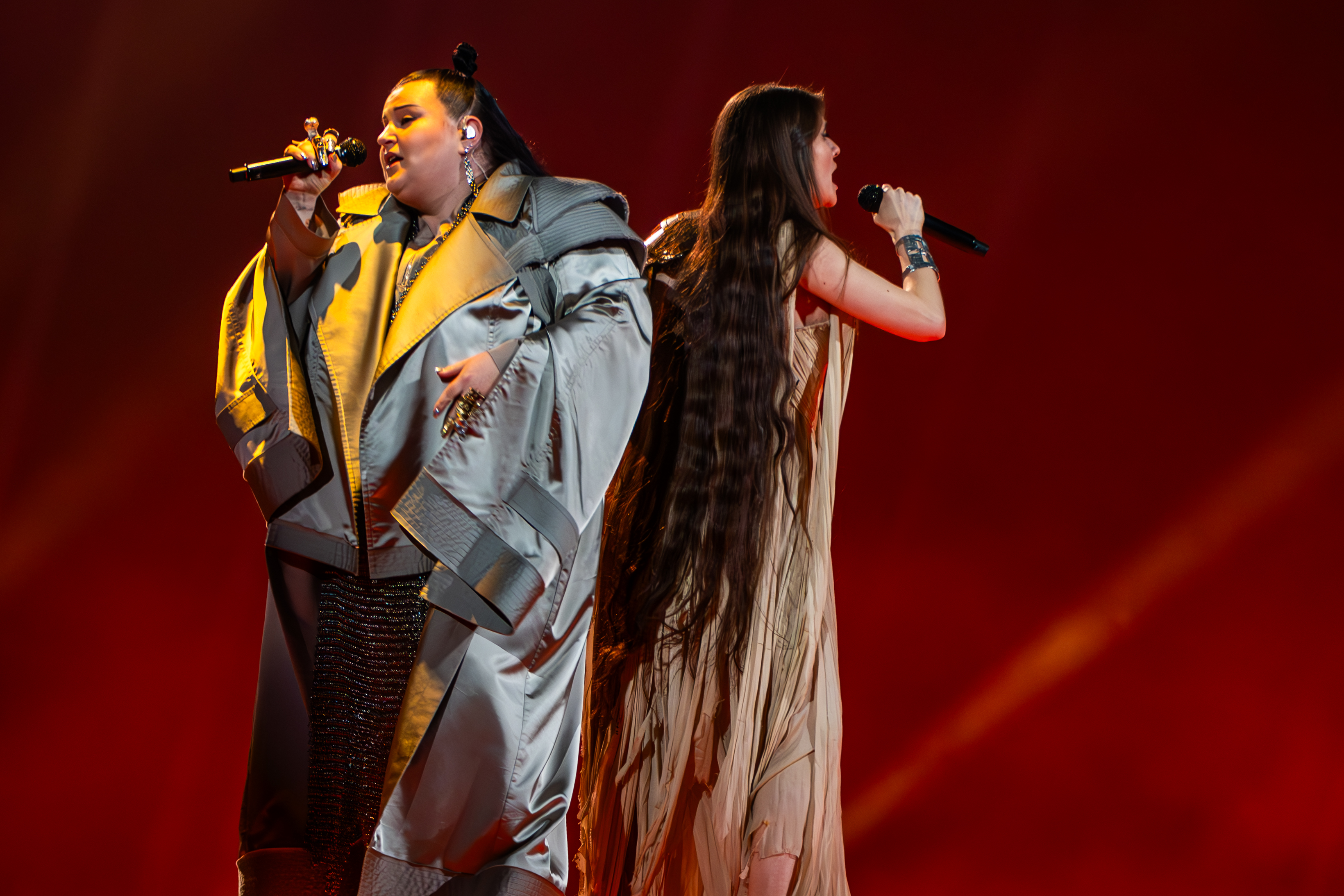
Alyona Alyona et Jerry Heil à Malmö (2024)
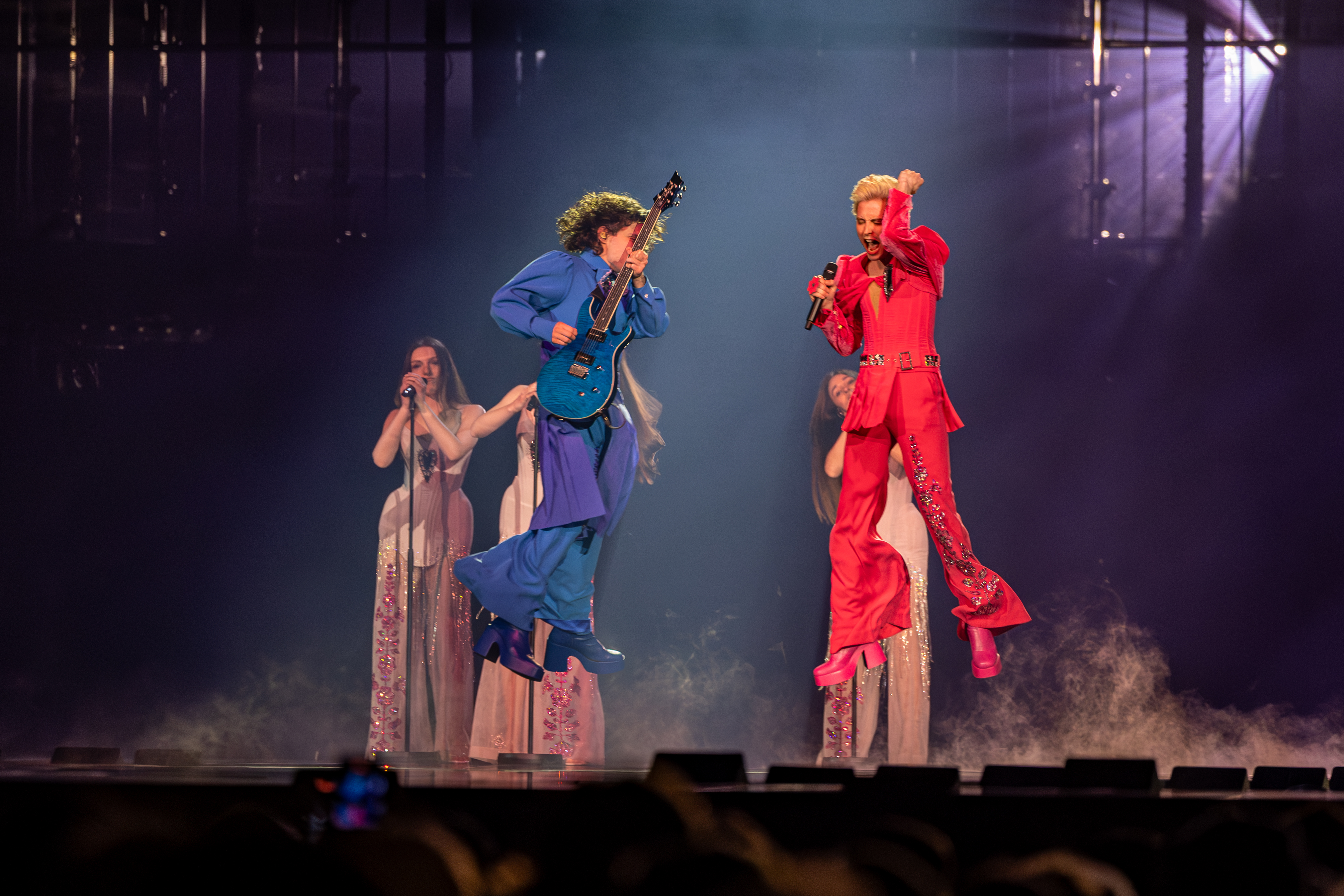
Ziferblat à Bâle (2025)

## Commentateurs et porte-paroles
| Année | Commentateur(s)                                      | Porte-parole                                         |
| ----- | ---------------------------------------------------- | ---------------------------------------------------- |
| 2003  | Pavlo Shylko                                         | Lyudmyla Hariv                                       |
| 2004  | Rodion Pryntsevsky                                   | Pavlo Shylko                                         |
| 2005  | Vyacheslav Chornenky                                 | Maria Orlova                                         |
| 2006  | Pavlo Shylko                                         | Igor Posypaiko                                       |
| 2007  | Timur Miroshnychenko                                 | Kateryna Osadcha                                     |
| 2008  | Timur Miroshnychenko                                 | Marysya Horobets                                     |
| 2009  | Timur Miroshnychenko                                 | Marysya Horobets                                     |
| 2010  | Timur Miroshnychenko                                 | Iryna Zhuravska                                      |
| 2011  | Timur Miroshnychenko & Tetjana Terekhova             | Ruslana                                              |
| 2012  | Timur Miroshnychenko & Tetjana Terekhova             | Oleksiy Matias                                       |
| 2013  | Timur Miroshnychenko & Tetjana Terekhova             | Oleksiy Matias                                       |
| 2014  | Timur Miroshnychenko & Tetjana Terekhova             | Zlata Ognevich                                       |
| 2015  | Timur Miroshnychenko & Tetjana Terekhova             | retrait                                              |
| 2016  | Timur Miroshnychenko & Tetjana Terekhova             | Verka Serduchka                                      |
| 2017  | Andriy Horodyskyi & Tetjana Terekhova                | Zlata Ognevich                                       |
| 2018  | Timur Miroshnychenko                                 | Nata Zhyzhchenko                                     |
| 2019  | Timur Miroshnychenko                                 | désistement                                          |
| 2020  | Concours annulé en raison de la pandémie de COVID-19 | Concours annulé en raison de la pandémie de COVID-19 |
| 2021  | Timur Miroshnychenko                                 | Tayanna                                              |
| 2022  | Timur Miroshnychenko                                 | Kateryna Pavlenko                                    |

## Historique de vote
Depuis 2003, l'Ukraine a attribué en finale le plus de points à :
| Rang | Pays        | Points |
| ---- | ----------- | ------ |
| 1    | Russie      | 120    |
| 2    | Azerbaïdjan | 99     |
| 3    | Moldavie    | 83     |
| 3    | Suède       | 83     |
| 5    | Lituanie    | 81     |
| 6    | France      | 65     |
| 7    | Pologne     | 61     |
| 7    | Norvège     | 61     |
| 9    | Suisse      | 57     |
| 10   | Israël      | 56     |

Depuis 2003, l'Ukraine a reçu en finale le plus de points de la part de :
| Rang | Pays        | Points |
| ---- | ----------- | ------ |
| 1    | Pologne     | 202    |
| 2    | Moldavie    | 193    |
| 3    | Israël      | 183    |
| 4    | Azerbaïdjan | 170    |
| 5    | Lettonie    | 168    |
| 6    | Lituanie    | 165    |
| 6    | Géorgie     | 165    |
| 8    | Portugal    | 152    |
| 9    | Tchéquie    | 142    |
| 10   | Estonie     | 130    |

Ce tableau regroupe le maximum de 12 Points attribuées au pays en Finale depuis sa participation au concours.
| Année | Pays Participants | 12 Points       | 12 Points       | 12 Points       |
|       |                   | Jury            | Télévote        | Total           |
| ----- | ----------------- | --------------- | --------------- | --------------- |
| 2003  | 26                | 0               | 0               | 0               |
| 2004  | 36                | NC              | 8               | 8               |
| 2005  | 39                | 0               | 1               | 1               |
| 2006  | 37                | 0               | 1               | 1               |
| 2007  | 42                | 1               | 4               | 5               |
| 2008  | 43                | 0               | 1               | 1               |
| 2009  | 42                | 0               | 0               | 0               |
| 2010  | 39                | N/A             | N/A             | 0               |
| 2011  | 43                | N/A             | N/A             | 3               |
| 2012  | 42                | N/A             | N/A             | 0               |
| 2013  | 39                | N/A             | N/A             | 5               |
| 2014  | 37                | 0               | 1               | 0               |
| 2015  | Retrait           | Retrait         | Retrait         | Retrait         |
| 2016  | 42                | 11              | 6               | 17              |
| 2017  | 42                | 0               | 0               | 0               |
| 2018  | 43                | 0               | 3               | 3               |
| 2019  | Désistement       | Désistement     | Désistement     | Désistement     |
| 2020  | Concours annulé   | Concours annulé | Concours annulé | Concours annulé |
| 2021  | 39                | 1               | 5               | 6               |
| 2022  | 40                | 5               | 28              | 33              |
| 2023  | 37                | 1               | 4               | 5               |
| 2024  | 37                | 2               | 7               | 9               |
| 2025  | 37                | 0               | 3               | 3               |

### 12 Points
Légende
 Vainqueur - l'Ukraine a donné 12 points à la chanson victorieuse / l'Ukraine a reçu 12 points et a gagné le concours
 2e place - l'Ukraine a donné 12 points à la chanson arrivée à la seconde place / l'Ukraine a reçu 12 points et est arrivée deuxième
 3e place - l'Ukraine a donné 12 points à la chanson arrivée à la troisième place / l'Ukraine a reçu 12 points et est arrivée troisième
 Qualifiée - l'Ukraine a donné 12 points à une chanson parvenue à se qualifier pour la finale / l'Ukraine a reçu 12 points et s'est qualifiée pour la finale
 Non-qualifiée - l'Ukraine a donné 12 points à une chanson éliminée durant les demi-finales / l'Ukraine a reçu 12 points mais n'est pas parvenue à se qualifier pour la finale
| Année         | Attribués            | Attribués                          | Reçus | Reçus                                                                                                  |
| Année         | Finale               | Demi-Finale                        | Finale | Demi-Finale                                                                                            |
| 2003          | Russie               | Pas de demi-finales                | Aucun | Pas de demi-finales                                                                                    |
| 2004          | Serbie-et-Monténégro | Serbie-et-Monténégro               | Estonie Islande Israël Lettonie Lituanie Pologne Russie Turquie | Biélorussie Estonie Lituanie Portugal                                                                  |
| 2005          | Moldavie             | Moldavie                           | Pologne | Qualifiée d'office                                                                                     |
| 2006          | Russie               | Russie                             | Portugal | Aucun                                                                                                  |
| 2007          | Biélorussie          | Biélorussie                        | Andorre Lettonie Pologne Portugal République tchèque | Qualifiée d'office                                                                                     |
| 2008          | Russie               | Géorgie                            | Portugal | Biélorussie Bulgarie Géorgie Portugal République tchèque Turquie                                       |
| 2009          | Norvège              | Azerbaïdjan                        | Aucun | Aucun                                                                                                  |
| 2010          | Azerbaïdjan          | Azerbaïdjan                        | Aucun | Aucun                                                                                                  |
| 2011          | Géorgie              | Slovaquie                          | Arménie Azerbaïdjan Slovaquie | Biélorussie                                                                                            |
| 2012          | Azerbaïdjan          | Biélorussie                        | Aucun | Biélorussie                                                                                            |
| 2013          | Biélorussie          | Biélorussie                        | Arménie Azerbaïdjan Biélorussie Croatie Moldavie | Biélorussie Chypre Italie Lituanie Moldavie Monténégro Slovénie                                        |
| 2014          | Suède                | Arménie                            | Aucun | Arménie Azerbaïdjan                                                                                    |
| 2016 Jury     | Lituanie             | Australie                          | Bosnie-Herzégovine Danemark Géorgie Israël Lettonie Macédoine Moldavie Pologne Saint-Marin Serbie Slovénie | Géorgie Pologne                                                                                        |
| 2016 Télévote | Russie               | Pologne                            | Finlande Hongrie Italie Pologne République tchèque Saint-Marin | Biélorussie Bulgarie Géorgie Italie Lettonie Pologne                                                   |
| 2017 Jury     | Biélorussie          | Biélorussie                        | Aucun | Qualifiée d'office                                                                                     |
| 2017 Télévote | Moldavie             | Biélorussie                        | Aucun | Qualifiée d'office                                                                                     |
| 2018 Jury     | France               | Pays-Bas                           | Aucun | Aucun                                                                                                  |
| 2018 Télévote | Israël               | Moldavie                           | Biélorussie Pologne République tchèque | Pologne                                                                                                |
| 2021 Jury     | Italie               | Australie                          | Lituanie | Lituanie                                                                                               |
| 2021 Télévote | Italie               | Lituanie                           | France Israël Italie Lituanie Pologne | Australie Croatie Italie Lituanie Roumanie Russie                                                      |
| 2022 Jury     | Royaume-Uni          | Pays-Bas                           | Lettonie Lituanie Moldavie Pologne Roumanie | Albanie Lettonie Lituanie Moldavie                                                                     |
| 2022 Télévote | Pologne              | Lituanie                           | Allemagne Australie Autriche Azerbaïdjan Belgique Bulgarie Chypre Danemark Espagne Estonie Finlande France Géorgie Irlande Islande Israël Italie Lettonie Lituanie Moldavie Norvège Pays-Bas Pologne Portugal République tchèque Royaume-Uni Saint-Marin Suède | Arménie Autriche Bulgarie Croatie Danemark Islande Italie Lettonie Lituanie Moldavie Pays-Bas Portugal |
| 2023 Jury     | Suède                | Pas de vote du jury en demi-finale | République tchèque | Qualifiée d'office                                                                                     |
| 2023 Télévote | Pologne              | Pologne                            | Moldavie Pologne Portugal République tchèque | Qualifiée d'office                                                                                     |
| 2024 Jury     | Suisse               | Pas de vote du jury en demi-finale | Moldavie République tchèque | Pas de vote du jury en demi-finale                                                                     |
| 2024 Télévote | Suisse               | Croatie                            | Estonie Géorgie Lituanie Malte Moldavie Pologne République tchèque | Chypre Lituanie Pologne Portugal Reste du Monde                                                        |
| 2025 Jury     | Allemagne            | Pas de vote du jury en demi-finale | Aucun | Pas de vote du jury en demi-finale                                                                     |
| 2025 Télévote | Lituanie             | Norvège                            | Israël Pologne République tchèque | Chypre Espagne Pologne Portugal                                                                        |